# Afder-Zone
Die Afder-Zone (Somali: Afdheer, Ge'ez: አፍዴር) ist eine Verwaltungszone der Somali-Region in Äthiopien. Laut Volkszählung von 2007 hatte sie 570.629 Einwohner, von denen 45.763 in städtischen Gebieten lebten. Sie liegt zwischen den Flüssen Shabelle im Norden und Ganale im Süden. Im Westen grenzt sie innerhalb Äthiopiens an die Region Oromia, im Osten an Somalia. Hauptstadt der Zone ist Hargele.
Der Name der Zone ist von einem Hügel abgeleitet, der in der Nähe des Salzsees von Guda Asbo liegt.
1997 waren von 358.998 Einwohnern 96,21 % Somali und 1,29 % Oromo. 93,23 % sprachen Somali als Muttersprache und 2,13 % Oromo. 3,43 % konnten lesen und schreiben.
Bis zur Neuordnung der Verwaltungsgliederung Äthiopiens 1991 gehörte das Gebiet von Afder zur Provinz Bale. Innerhalb von Bale bildete es seit 1984 den Distrikt (Awrajja) El Kere mit El Kere als Hauptort.
Die Zone ist gemäß den Dokumenten der Zentralen Statistikagentur Äthiopiens von 2007 in die neun Woredas Afder, Bare, Dolobay (Dolo Bay), Goro Bekeksa (Goro Baqaqsa), Guradamole, Kensa Dula, Serer, Mirab Imi (West-Imi) und Weyb (Weyib) eingeteilt. In den Dokumenten von 1998 und 2005 werden hingegen nur sieben Woredas genannt; dabei fehlen Goro Bekeksa, Kensa Dula, Serer und Weyb, hingegen erscheinen die Namen Chereti (Cherti, Cherati) und Elekere (El Kere, El Karre). Auf einer Karte der äthiopischen Disaster Prevention and Preparedness Agency von 2006 gibt es eine Woreda Hargele. Die Einteilungen innerhalb der Somali-Region sind, oftmals im Kontext lokaler Machtkämpfe, verschiedentlich geändert worden. Zudem sind die Grenzen zur Oromia-Region umstritten. Ende 2004 wurde in den Grenzgebieten ein Referendum durchgeführt, das deren Zugehörigkeit klären sollte, dabei gab es vor allem in Guradamole und Goro Bekeksa Spannungen zwischen Oromo und Somali.
Größere Orte in Afder sind Chereti, El Kere, Gudelcha, Hargele, Guda Asbo (God-usbo), Bare und Weldiya.
Der Westen der Zone ist etwas höher gelegen und vorwiegend dickes, dorniges Buschland, das semi-aride Tiefland im Osten ist von offenem Busch- und Grasland bedeckt. Wichtigste Lebensgrundlage ist in den meisten Teilen der Zone die Viehhaltung, vor allem von Kamelen, Schafen und Ziegen. Rinder haben an Bedeutung verloren, da die Umweltbedingungen schwieriger geworden sind. Die Nomaden ziehen normalerweise innerhalb der Afder-Zone umher. Am Ganale und am nur jahreszeitlich wasserführenden Webi Gestro (Weyb), der von Norden nach Süden durch die Zone fließt, leben sesshafte Bauern vor allem von Maisanbau und Rinderhaltung. Im weiteren Umland der Flüsse und in einem Teil des höher gelegenen Gebietes im Nordwesten wird Maisanbau mit der Haltung von Rindern und Kleinvieh verbunden (Agropastoralismus).
In Afder wird traditionell Salzgewinnung betrieben. Das Salz aus dem Gebiet von Guda Asbo wird hauptsächlich im äthiopischen Hochland verkauft, wo die Nachfrage zugenommen hat, seit Eritrea im Zuge des Eritrea-Äthiopien-Krieges 1998–2000 seine Grenze zu Äthiopien geschlossen hat. Zudem sind die Straßenverbindungen in das Salzgebiet verbessert worden. In der Salzgewinnung arbeiten junge Männer aus der Umgebung und aus ärmeren Viehzüchterfamilien, aber auch Arbeiter aus Kalafo und aus der angrenzenden Region Bakool in Somalia. Weihrauch, Myrrhe und Gummi arabicum sind weitere Handelsgüter aus der Afder-Zone.